# Émilien Tardif
Pour les articles homonymes, voir Tardif.
Émilien Tardif, surnommé Emiliano, né à Saint-Zacharie de Beauce le 6 juin 1928 et mort à Córdoba (Argentine) le 8 juin 1999, est un prêtre catholique québécois connu pour ses enseignements et les guérisons qui lui sont prêtées.

## Biographie
Émilien Tardif est né au Québec. Il a très tôt la vocation grâce aux sermons du père Saint-Georges Groleau, missionnaire au Japon. En 1940, à l’âge de 12 ans, il déménage à Rapide-Danseur (Québec). Jeune, il fait un rêve dans lequel il enseigne une foule immense et guérit des hommes au nom de Jésus.[réf. nécessaire] Il décide alors d’être prédicateur. Il entre à l’école apostolique de Beauport en 1949, école de la communauté des Missionnaires du Sacré-Cœur de Jésus.

### Prêtre

#### République dominicaine
Le 24 juin 1955, il est ordonné prêtre à Rapide-Danseur. Il part le 16 septembre de l’année suivante en République dominicaine où il devient professeur au Séminaire de San José de Las Matas jusqu’en 1963. De 1959 à 1963, il fonde et dirige une revue qui paraît toujours Amigo del Hogar (Ami du Foyer). De 1966 à 1973, il devient le supérieur de la congrégation en République dominicaine et en 1971 il est l’administrateur provincial des Missionnaires du Sacré-Cœur. Il participe à de nombreux projets qui se réalisent comme un centre vocationnel, un séminaire, des chapelles des centres de promotion humaine, de la catéchèse ainsi que le mouvement Curcillos.

#### Tuberculose
En 1973, Émilien Tardif tombe gravement malade d’une tuberculose aiguë, il est rapatrié en urgence au Canada afin d’y être soigné. Il est guéri, dit-il, de façon miraculeuse : 

« Entre les premiers examens et la mise au point du traitement, des amis : Mme Rose Catudal, son époux et leur fils, Rose ; la sœur du père Émilien; son époux Paul-Rémi Paquet, appartenant à une communauté du Renouveau charismatique sont venus me voir (…). Ces amis, venus à mon chevet, m'ont demandé si je croyais sincèrement que Jésus pouvait, aujourd'hui encore, guérir les malades comme il l'avait fait jadis en Palestine (…). Mais, lorsqu'ils m’imposèrent les mains et me dirent qu'ils allaient immédiatement prier Jésus de me guérir avec l'aide du Saint-Esprit, je fus complètement affolé (…) L'Esprit Saint avait heureusement eu le temps d'entrer dans la chambre… car au bout de trois jours j'étais guéri et les médecins n'y comprenaient plus rien. »

#### Renouveau charismatique

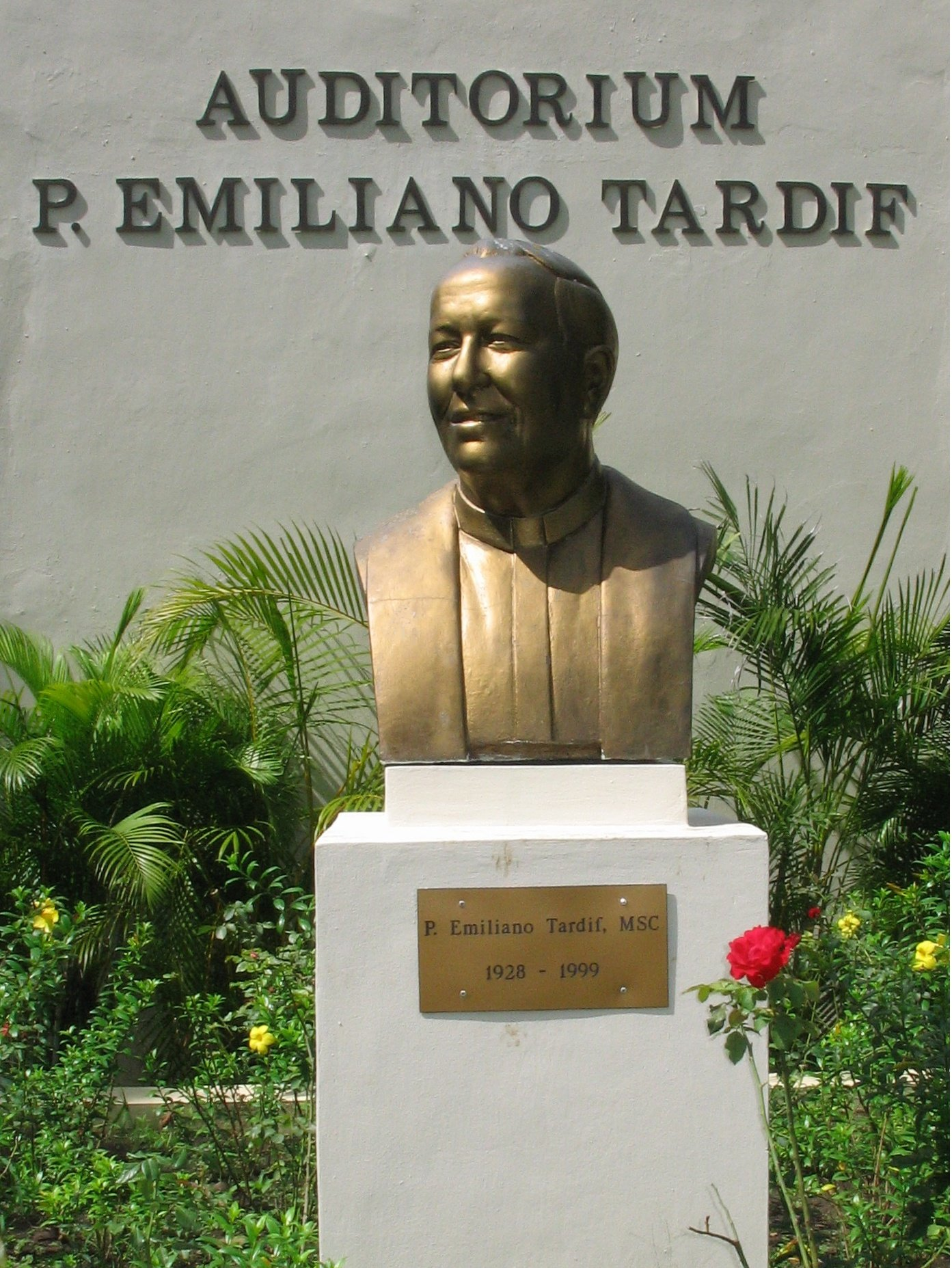
Buste du père Émilien Tardif devant l'école d'évangélisation.

À partir de ce moment le père Émilien Tardif commence à s’engager dans le renouveau charismatique, après avoir demandé l’autorisation à ses supérieurs. Il participe ainsi à des groupes de prières et observe selon ses dires les premiers miracles qui ont lieu, notamment celui d'Hélène Lacroix. Il retourne en République dominicaine et fonde un groupe de prière qui passe de 200 à 4 000 personnes, dans lequel on prie et l’on observe des guérisons miraculeuses.
De 1974 à 1985, le père est dans les paroisses de Nagua, de Sanchez, de Pimentel, de la Romana et de San José de Las Matas donnant des retraites charismatiques dans le pays, mais aussi dans le monde entier. Ainsi en 1979, est organisé un rassemblement au de grande ampleur à Montréal qui réunit plus de 70 000 personnes au Stade olympique de Montréal, dont le quotidien publiera en une le lendemain « Jésus roi du stade ».

Émilien Tardif se rend aussi en France au pèlerinage international charismatique de Lourdes, ainsi qu’à Paray-le-Monial où il aime prier avec la Communauté de l’Emmanuel. 

« Malades, disait-il, vous avez raison de demander au Seigneur d'être guéris; il ne faut pas avoir peur de l'amour de Jésus, de l'abondance de son amour », mais aussi :
« C'est vrai, tous les malades ne sont pas guéris. Pourquoi Jésus, en son temps, n'a-t-il pas guéri tous les malades qu'il a rencontrés sur son chemin ? C'est là un mystère de son amour. Si Jésus ne guérit pas, c'est qu'il a sans doute un autre plan pour nous, plus merveilleux encore : unir notre souffrance physique à sa souffrance rédemptrice. Et dans ce cas, d'autres frères bénéficient des fruits de notre maladie, vécue dans la sérénité et dans la joie. »

[réf. nécessaire]
Le 28 novembre 1982, il fonde la communauté de laïcs « Les Serviteurs du Christ Vivant » ; à partir de 1985 sa communauté le libère du ministère paroissial afin de se consacrer complètement aux enseignements et à son ministère de guérison.
Émilien Tardif a évangélisé dans plus de soixante-douze pays. Il meurt le 8 juin 1999, alors qu’il prêchait une retraite à Córdoba en Argentine.

## Procédure de béatification
Un procès en vue de la béatification d'Émilien Tardif a été ouvert le 15 juillet 2007 par le cardinal Lopez Rodriguez,.

## Publications
- Jésus est le Messie, avec José H Prado Flores (1988)
- Jésus a fait de moi un témoin, avec José H Prado Flores (1984)
- Père tardif au Liban (1997)
- Le grand sermon du père Emilien Tardif, avec Pierre Nadeau (1996)
- Guérissez les malades, (Livre ouvert, 1995)
- Dans le feu de l'amour : autour du monde sans valise, avec José H Prado Flores (1994)
- Le Charisme de guérison (Pneumathèque, 1993)
- « La Joie de guérir nos frères », revue Famille chrétienne (1991)
- Jésus est le Messie : les boiteux marchent, les sourds entendent, les aveugles voient (Pneumathèque, 1989)